# غابريل بيرن
غابريل بيرن (بالإنجليزية: Gabriel Byrne)‏ ممثل أيرلندي من مواليد 12 مايو 1950.

## الأعمال
- أكاديمية مصاصي الدماء
- جسر سان لويس راي
- فانيتى فير
- العنكبوت
- نهاية الأيام
- الرجل ذو القناع الحديدي
- الرجل الميت
- المشتبه بهم المعتادون
- أمير جوتلاند
- امرأة صغيرة
- فايكنغز

## وصلات خارجية
- غابريل بيرن على موقع IMDb (الإنجليزية)
- غابريل بيرن على موقع ميتاكريتيك (الإنجليزية)
- غابريل بيرن على موقع روتن توميتوز (الإنجليزية)
- غابريل بيرن على موقع مونزينجر (الألمانية)
- غابريل بيرن على موقع قاعدة بيانات الأفلام العربية
- غابريل بيرن على موقع ألو سيني (الفرنسية)
- غابريل بيرن على موقع ميوزك برينز (الإنجليزية)
- غابريل بيرن على موقع تيرنر كلاسيك موفيز (الإنجليزية)
- غابريل بيرن على موقع أول موفي (الإنجليزية)
- غابريل بيرن على موقع قاعدة بيانات برودواي على الإنترنت (الإنجليزية)